# Невин Галмарини
Невин Галмарини (на немски: Nevin Galmarini) e швейцарски сноубордист.
Възходът му започва от 2009 година когато печели швейцарският шампионат в сноуборд слалома в Шплюген, а през 2011 и 2012 потвърждава успеха си. Взима участие на зимните олимпийски игри във Ванкувър през 2010 година. Успява да постигне и многократни класирания в топ 3 на състезания от Световната купа по сноуборд. Живее в Ардец, Швейцария.
На зимните олимпийски игри в Сочи през 2014 година печели сребърен медал в паралелния гигантски слалом, а на зимните олимпийски игри в Пьонгчанг през 2018 година става шампион.

## Успехи
- Участие на зимните олимпийски игри във Ванкувър през 2010 година[1]
- Участие в националния отбор на Швейцария от 2010 година[2]
- Първо класиране в топ 10 на Световната купа през 2009
- Швейцарски шампион в паралелния гигантски слалом – 2009, 2011, 2012[3]
- Многократни класирания в топ 3 на Световната купа по сноуборд
- Сребърен медал в паралалния гигантски слалом на зимните олимпийски игри във Ванкувър през 2010 година

## Участия на зимни олимпийски игри
| Олимпийски игри            | Място     | Държава    | дисциплина                 | класиране |
| -------------------------- | --------- | ---------- | -------------------------- | --------- |
| Зимни олимпийски игри 2014 | Сочи      | Русия      | Паралелен гигантски слалом | Сребро    |
| Зимни олимпийски игри 2018 | Пьонгчанг | Южна Корея | Паралелен гигантски слалом | Злато     |